# Konopice pýřitá

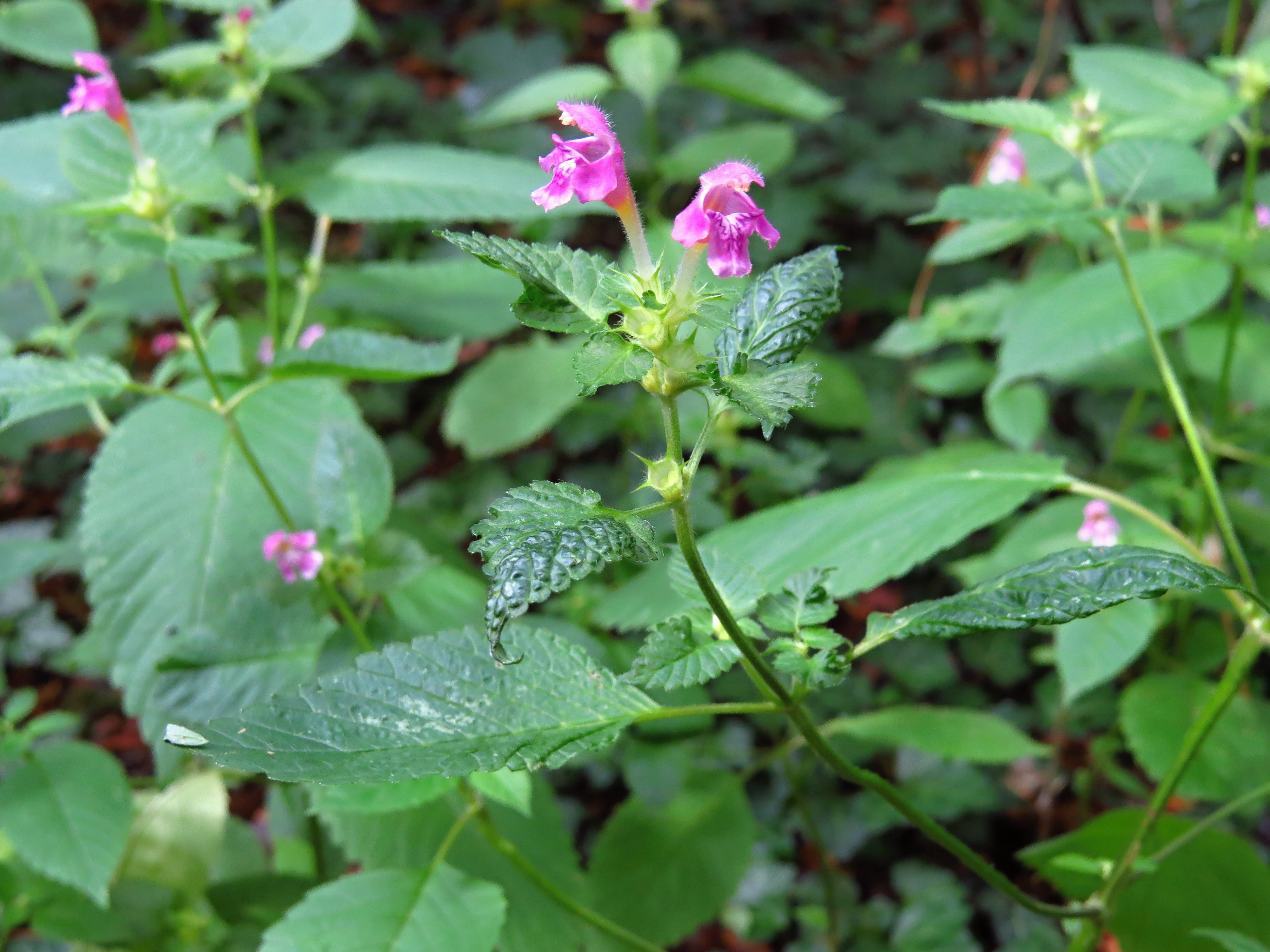
Porost konopice pýřité

Konopice pýřitá (Galeopsis pubescens) je jednoletá, hluchavkovitá, nevysoká bylina, v české přírodě hojně rozšířená. Patří mezi původní druhy rodu konopice rostoucí v Česku. Na lidskou péči není náročná, roste planě a někdy je považována i za plevel. Občas se objevuje v jarních obilovinách a ostatních časně vysévaných plodinách, kde ale způsobuje nevelkou škodu.

## Rozšíření
Roste v převážné části Evropy, nevyskytuje se pouze na poloostrově Skandinávském, Pyrenejském a na jihu Balkánského poloostrova. Je původním druhem na území rozkládajícím se od Francie na západě po evropskou část jižního Ruska a severní oblasti Kavkazu na východě. Ze severu je její rozšířeni ohraničeno mořem Baltským a z jihu Středozemním a Černým.

## Ekologie
Včasně jarní, nitrofilní rostlina rostoucí v lesních lemech, křovinách, na březích vodních toků i nádrží a také na místech ovlivněných činností člověka, v zahradách, na rumištích, městských dvorech a někdy se objevuje i jako plevel na polích. Vyskytuje na mnoha místech, kde je průběžně vlhká, mírně kyselá půda dostatečně zásobená dusíkem. Je terofyt kvetoucí od července do října. Počet chromozomů 2n = 16, stupeň ploidie x = 2.
V české krajině se vyskytuje roztroušeně po celém území, od nížin po horské oblasti. Nejvýše byla zaregistrována ve Velké kotlině v Hrubém Jeseníku (1320 m n. m.) a u Labské boudy v Krkonoších (1300 m n. m.). Je druhem, který je málo proměnlivý. Vzhled rostliny pouze někdy odráží ekologické vlastnosti stanoviště, mírně proměnlivé bývají zejména přítomnost a hustota žlázek na listech, barva jejich sekretu a tvar listové čepele. Od ostatních konopic rostoucích v Česku se odlišuje tím, že nemá štětinatě chlupatou lodyhu a barevná koruna je větší než 20 mm.

## Popis
Jednoletá rostlina s jednoduše chlupatou lodyhou vysokou 20 až 50 cm, která vyrůstá z poměrně krátkého, rozvětveného kořene. Lodyha je mírně čtyřhranná, již od báze bohatě větvená, pod uzlinami je mírně ztlustlá, v horní části má stopkaté žlázky s tmavě červeným sekretem a celá je hustě pýřitě chlupatá. Je porostlá vstřícnými, křižmostojnými, řapíkatými, celistvými listy dlouhými 4 až 10 cm a širokými 2 až 4 cm. Jejich čepel je vejčitá až vejčitě kopinatá, na bázi srdčitá až široce klínovitá, po okraji má deset až dvacet párů drobných pilovitých zoubků, na svrchní straně je přitiskle chlupatá a na spodní má světle žluté žlázky.
Na vrcholu hlavní lodyhy i větví vyrůstají květy ve dvou až osmikvětých lichopřeslenech v několika řadách nad sebou, jejich listeny jsou jen drobné a listence čárkovité s hrotem. Květy jsou souměrné, oboupohlavné, pyskaté. Kalich je zvonkovitý, pěticípý, až 10 mm dlouhý, vně červená kališní trubka je stejně dlouhá jako hrotité kališní cípy s červenými žlázkami. Koruna je dvoupyská, chlupatá, 15 až 25 mm dlouhá, téměř třikrát delší než kalich, je purpurová či růžovofialová s tmavší kresbou na středním čtvercovém, slabě vykrojeném laloku dolního trojdílného pysku. Svrchní dvouplodolistový semeník je přepážkou rozdělen na čtyři pouzdra, v každém je po vajíčku, ukončen je delší čnělkou s dvouramennou bliznou, u jeho báze jsou žlázky vylučující nektar. Květy jsou samosprašné a jsou opylovány hmyzem.
Plody jsou vejčité až hruškovité tvrdky 2,5 mm dlouhé a 2 mm široké, hnědé, s černou mramorovou kresbou. Na vnější straně jsou zaoblené, na vnitřní mají vystouplý kýl a na povrchu jsou hrbolaté. Na rostlině jich dozrává průměrně několik stovek, obsahují po čtyřech plůdcích, semenech.

## Rozmnožování
Konopice pýřitá se rozmnožuje pohlavně, semeny. Tvrdky se obvykle vysemeňují ještě před sklizní plodiny a zůstávají v půdě životné po dobu několika let. Část tvrdek vzklíčí hromadně brzy z jara, ostatní nepravidelně v průběhu celé vegetační doby.